# Prosta historia
Prosta historia – amerykańsko-brytyjsko-francuski dramat obyczajowy  w reżyserii Davida Lyncha oparty na faktach. Tytuł można tłumaczyć zarówno jako „Prosta historia”, jak i „Historia Straighta” (w odniesieniu do nazwiska głównego bohatera; straight z ang. prosty).

## Fabuła
Film opowiada o sześciotygodniowej odysei Straighta, który postanawia pojednać się z chorym bratem. Nie rozmawiał z nim od ponad dziesięciu lat. Ponieważ już dawno odebrano mu prawo jazdy i w dodatku niedowidzi, postanawia wyruszyć w drogę jedynym dostępnym mu wehikułem – małym traktorem z przyczepą. Przemierza 300 mil lokalnymi drogami, pośród pól i łąk Iowy i Wisconsin. Jedzie niespiesznie, delektując się drogą, nie tyle jednak ucząc się życia, ile je sobie przypominając i porządkując najważniejsze wydarzenia. Jadąc wolno może podziwiać zmieniający się krajobraz i kontemplować zachody słońca, ma czas na rozmowy z napotkanymi ludźmi, a na noc zatrzymuje się tam, gdzie akurat zastał go zmrok – na skraju lasu lub pola.

## Obsada
- Richard Farnsworth – Alvin Straight
- Sissy Spacek – Rose
- Harry Dean Stanton – Lyle

## Nominacje
Oscary za rok 1999
- Najlepszy aktor – Richard Farnsworth

Złote Globy 1999
- Najlepszy aktora w filmie  dramatycznym – Richard Farnsworth
- Najlepsza muzyka – Angelo Badalamenti

Nagroda Satelita 1999
- Najlepszy aktor w filmie dramatycznym – Richard Farnsworth
- Najlepsza aktorka drugoplanowa w dramacie – Sissy Spacek